# Maurice Delafosse
Maurice Delafosse (ur. 20 grudnia 1870, zm. 13 listopada 1926) – francuski administrator kolonii afrykańskich, afrykanista i etnolog, lektor języków obcych. Jego dorobek obejmuje prace poświęcone problematyce kolonializmu w Afryce i historii kontynentu afrykańskiego. Jest także autorem publikacji z zakresu językoznawstwa.

## Wybrana twórczość
- (1894) Tombouctou, son histoire, sa conquête[3]
- (1894) Manuel dahoméen : grammaire, chrestomathie, dictionnaire français-dahoméen et dahoméen-français[4]
- (1901) Essai de manuel pratique de la langue mandé ou mandingue : étude grammaticale du dialecte dyoula, vocabulaire français-dyoula... étude comparée des principaux dialectes mandé[5]
- (1901) Manuel de langue haoussa ou Chrestomathie haoussa ; précédé d'un abrégé de grammaire et suivi d'un vocabulaire[6]
- (1916) La question de Ghana et la Mission Bonnel de Mézières[7]
- (1922) L'âme nègre[8]
- (1927) Les nègres[9]
- (1928) La numération chez les Nègres[10]